# Пролювій
Пролювій (англ. proluvium, alluvial fan deposits; нім. Proluvium n, Proluvialablagerungen f pl; рос. пролювий) — відклади, що нагромаджуються біля підніжжя гір унаслідок змивання зі схилів продуктів вивітрювання. Складають конуси виносу та шлейфи, що утворюються від їхнього злиття, т. зв. пролювіальні шлейфи. Від вершини конусів до підніжжя склад уламкового матеріалу змінюється від гальки й щебеню з піщано-глинистим цементом (фанґломерати) до більш тонких і відсортованих осадів, нерідко лесоподібних. Найбільше пролювій поширений у передгір'ях аридних і семіаридних областей.
Пролювіально-алювіальний шлейф — смуга конусів виносу тимчасових і постійних водостоків, які злилися між собою і утворюють біля підошви гір похилу рівнину.